# ジョルゲ・イヴァノフ
ジョルゲ・イヴァノフ（マケドニア語:Ѓорге Иванов / Ǵorge Ivanov、1960年5月2日 - ）は、マケドニア共和国の政治家。2009年5月からマケドニア共和国の大統領となった。

## 出自
ユーゴスラビア社会主義連邦共和国・マケドニア社会主義共和国の南西部に位置するヴァレンドヴォにて生まれた。故郷で初等学校および中等学校を卒業した後、27歳でマケドニアの首都スコピエに移住し、以降はスコピエに住んでいる。
1990年まで、ユーゴスラビア青年社会主義連盟に属していた。

## 選挙
2009年1月25日、マケドニア共和国議会の最大政党である、右派の内部マケドニア革命組織・マケドニア国家統一民主党（VMRO-DPMNE）は、イヴァノフを大統領選挙の公認候補に指名した。イヴァノフはVMRO-DPMNEの公認を得て大統領選挙に挑むことになったものの、自身は党員ではない。
選挙運動の間、大統領選挙に当選したら、「ギリシャの大統領との会合を持つ」とし、「ギリシャとの間で長年の懸案となっているマケドニア国名問題を解決することが最大の課題のひとつ」と述べた。
2009年の大統領選挙の第1回投票では、投票総数の35.06%にあたる343,374票を獲得して首位となり、20.45%を獲得して2位となった社会民主同盟候補のリュボミル・フルチコスキとの決選投票に進出。決選投票では453,616票を獲得した一方、対抗するフルチコスキは264,828票に留まり、イヴァノフは大統領に当選を果たした。
選挙の翌日、イヴァノフはギリシャ大統領カロロス・パプーリアスとの会合の実現を目指すことを再確認した。加えて、大統領就任後は公式に会合を申し入れるとした。VMRO-DPMNEと連立与党を組むアルバニア人政党の民主統合連合の党首アリ・アフメティとの会合後、大統領府のスタッフにアルバニア人を起用するとした。
4月16日、イヴァノフは国家選挙委員会から大統領当選の儀礼を受けた。

## 就任
イヴァノフは2009年5月12日、ブランコ・ツルヴェンコフスキから大統領位を継承し、大統領に就任した。宣誓の後、マケドニア議会で就任演説を行い、欧州連合ならびに北大西洋条約機構への加盟、経済復興、国内の安定、民族間関係、隣国とくにギリシャとの友好関係を重要課題として掲げた。宣誓就任式には前大統領のツルヴェンコフスキや、首相のニコラ・グルエフスキ、独立後の初代大統領のキロ・グリゴロフ、マケドニア共和国軍、マケドニア共和国の諸宗教指導者、外国の外交官が出席した。
加えて、クロアチアの大統領・スティエパン・メシッチ、セルビアの大統領・ボリス・タディッチ、モンテネグロの大統領・フィリップ・ヴヤノヴィッチ、アルバニアの大統領・バミル・トピも出席した。この日のうちに、4人の大統領それぞれと会談を行った。

## マケドニア大統領
5月12日にイヴァノフは公式にマケドニア共和国の大統領となり、アメリカ合衆国大統領のバラク・オバマに手紙を送り、北大西洋条約機構および欧州連合の加盟への意思を強調し、国名問題に関してギリシャとの間で「相互に受容可能な解決」を図るとした。また、オバマに対し、NATOのストラスブール・ケール・サミットでのマケドニアへの支持表明に対して謝意を示した。
就任の翌日、NATOおよび欧州連合の関係者と面会するため、首相のニコラ・グルエフスキと共にブリュッセルに出向いた。

## 私生活
イヴァノフはマーヤ・イヴァノヴァ（Маја Иванова）と結婚し、息子イヴァン（Иван）をもうけている。

## 書籍
- Цивилно општество (Civil Society)
- Демократијата во поделените општества: македонскиот модел (Democracy in the divided societes: the Macedonian Model)
- Современи политички теории (Current political theories)
- Политички теории - Антика (Political theories - Antiquity)[2]